# Dalechampia rubrivenia
Dalechampia rubrivenia är en törelväxtart som beskrevs av Ferdinand Albin Pax och Käthe Hoffmann. Dalechampia rubrivenia ingår i släktet Dalechampia och familjen törelväxter.
Artens utbredningsområde är Paraguay. Inga underarter finns listade i Catalogue of Life.